# Valeriana clarionifolia
Valeriana clarionifolia là một loài thực vật có hoa trong họ Kim ngân. Loài này được Phil. miêu tả khoa học đầu tiên..